# 우에다 도시하루
우에다 도시하루(일본어: 上田 利治, 1937년 1월 18일 ~ 2017년 7월 1일)는 일본의 전 프로 야구 선수이자 야구 지도자, 야구 해설가·평론가이다.
현역 시절은 히로시마 카프에서 뛰었고 은퇴 이후에는 히로시마, 한큐 브레이브스·오릭스 브레이브스, 닛폰햄 파이터스의 감독을 역임했다. 특히 한큐의 황금 시대를 쌓아 올린 것으로 인해 ‘명장’이라고 불리었다.

## 인물

### 어린 시절 ~ 프로 입단 이후
가이난 고등학교 시절부터 포지션은 포수였다. 변호사가 될 생각으로 간사이 대학 법학부에 진학했지만 고교 시절의 경력을 인정받아 야구부에 입부, 무라야마 미노루와 배터리로 활약했다. 프로 입문에 대한 자신감은 없었지만 "마쓰다에서 파견 사원으로 3, 4년 뛰고 히로시마 도요 카프로 오라"는 히로시마 측의 권유에 따라 1959년에 입단했다. 하지만 1961년 어깨 부상으로 은퇴하고 마쓰다로 복귀하려 했으나 사장인 마쓰다 쓰네지의 요청으로 1962년 전임 코치로는 일본 프로 야구 사상 최연소인 25세에 히로시마 코치로 취임했다.

### 한큐 감독 시절
1969년 시즌 후 네모토 리쿠오와의 팀 강화 정책을 둘러싼 의견 대립으로 히로시마를 퇴단했다. 1970년에 주고쿠 방송에서 야구 해설 의원을 맡았다가 1971년 한큐 브레이브스의 수석 코치로 취임, 당시 한큐의 감독이었던 니시모토 유키오를 만났다. 1974년 불과 37세의 나이로 한큐 감독에 취임하여 2년차인 1975년에 팀의 숙원이던 일본 시리즈를 제패했다. 스타 군단이었던 한큐를 지휘해 일본 시리즈 3연패 포함 리그 4연패를 이끌며 한큐 황금 시대를 이끌었다. 일본 시리즈 3연패는 미하라 오사무의 니시테쓰 라이온스, 미즈하라 시게루가 이끌었던 요미우리 자이언츠, 가와카미 데쓰하루가 이끌었던 "V9"시대의 요미우리, 모리 마사아키 감독이 이끌었던 세이부 라이온스(1986년 ~ 1988년, 1990년 ~ 1992년 2회)만이 달성하고 있다.
1978년 야쿠르트 스왈로스와의 일본 시리즈, 3승 3패로 맞이한 7차전에서 야쿠르트의 오스기 가쓰오가 좌측으로 날린 큰 플라이 볼 판정을 놓고 장시간에 걸쳐 맹렬하게 항의해 당시 커미셔너였던 가네코 도시가 현장에 달려가 수습에 나설 때까지 사태가 크게 번졌다. 우에다의 항의는 이 플라이 볼을 홈런으로 판단한 판정의 취소와 홈런으로 판정한 선심 도미자와 히로야의 퇴장을 요구하는 내용이었지만, 심판진은 받아들이지 않았으며 이 항의로 인한 중단은 시리즈 사상 최대인 1시간 19분에 이르렀다. 덧붙여 경기가 중단된 동안 대기를 하고 있던 아다치 미쓰히로는 무릎에 물이 고여 도저히 던질 수 있는 상태가 아니여서 강판, 그 결과 7차전을 0대 4로 내주며 일본 시리즈를 야쿠르트에 내주게 되었다. 이후 일본 시리즈에서 벌였던 혼란의 책임을 지기 위하여 감독직에서 사임했다.

### 해설가 시절
1979년에서 1980년까지 NHK 전속 해설자를 맡았지만, 후임 감독인 가지모토 다카오의 성적 부진으로 1981년에 한큐 감독으로 복귀했다.

### 한큐 감독으로 복귀
제2기 한큐 감독 시대에는 이마이 유타로, 후쿠모토 유타카, 야마다 히사시 등 니시모토에게 단련된 베테랑 세력과 마쓰나가 히로미, 이시미네 가즈히코, 후지이 야스오, 후쿠라 준이치, 사토 요시노리, 야마오키 유키히코, 호시노 노부유키, 후루미조 가쓰유키 등의 신인들을 육성했으며 1983년 가세한 용병 부머 웰스가 이듬해인 1984년 삼관왕을 차지하며 같은 해 리그 5번째 우승을 차지했다. 이후 안정된 전력으로 매년 우승 경쟁을 했다.
1988년 한큐가 해체되어 오리엔탈리스(이듬해부터 오릭스)에 매각된 후에도 계속 지휘를 맡아 "블루 썬더 타선"을 이끌며 2년 연속 2위를 기록한 후 퇴임했다. 이후 편성 부장에 취임했으나 프런트와 이견 차를 보이며 1년 만에 사퇴했다.

### 닛폰햄 감독 시절
1995년부터 닛폰햄 파이터스의 감독으로 취임해 당시 2군에서 머물던 6년차 이와모토 쓰토무를 에이스 투수로 변신시켰고, 다나카 유키오를 리그 정상급 유격수로 변신시켰다. 1996년에는 친정팀이었던 오릭스와 우승 경쟁을 하며 오랜만에 우승을 이끌어내는 것처럼 보였으나 그 해 9월 9일 갑작스럽게 "가정의 사정"을 들어 휴양하며 팀은 우승을 놓쳤다. 이후 1998년 "빅뱅 타선"이라는 강력한 타선을 이끌며 8월까지 선두를 독주했으나 9월에 다시 휴양, 세이부 라이온스에 2위로 밀려나 또 다시 우승을 놓쳤다. 1999년 복수를 다짐했으나 5위를 기록해 B클래스로 내려가며 사임했다.

### 그 후
2000년부터 긴키 지방에서 야구 해설 및 평론가 활동을 했으며 2003년에 야구 명예의 전당에 입성했다. 이후 닛폰햄에서 프런트직을 제의했으나 거절했다.
2017년 7월 1일 오전 2시 55분, 폐렴 증세로 가와사키 시내의 병원에서 향년 80세의 일기로 사망했다.

## 평가
도요다 야스미쓰는 가장 이상적인 감독과 선수의 관계를 유지하고 있던 팀으로 1975년 ~ 1977년의 한큐를 뽑았다. 또한 우에다에 대해 "자신으로부터 나오는 "지력"이 너무 강한 사람이었기 때문에 1978년의 일본 시리즈와 같은 편력 같은 항의를 하게 되지만, 이 "지력"이 잘 작동하면 상대가 컴플렉스를 갖게 된다"고 말했다.

## 상세 정보

### 출신 학교
- 도쿠시마 현립 가이난 고등학교
- 간사이 대학

### 선수 경력
- 히로시마 카프(1959년 ~ 1961년)

### 지도자·기타 경력
- 히로시마 카프·히로시마 도요 카프 배터리 코치(1962년 ~ 1969년)
- 주고쿠 방송 야구 해설위원(1970년)
- 한큐 브레이브스 수석 코치(1971년 ~ 1973년)
- 한큐 브레이브스·오릭스 브레이브스 감독(1974년 ~ 1978년, 1981년 ~ 1990년)
- NHK 야구 해설위원(1979년 ~ 1980년)
- 닛폰햄 파이터스 감독(1995년 ~ 1999년)

### 수상 경력
- 일본 야구 명예의 전당 헌액자(2003년)

### 개인 기록
- 첫 출장 : 1959년 4월 22일, 대 오사카 타이거스 3차전(히로시마 시민 구장)

### 등번호
- 13(1959년 ~ 1961년)
- 64(1962년)
- 62(1963년)
- 63(1964년 ~ 1967년)
- 61(1968년 ~ 1969년)
- 60(1971년 ~ 1973년)
- 30(1974년 ~ 1978년, 1981년 ~ 1990년)
- 88(1995년 ~ 1999년)

### 연도별 타격 성적
| 연 도      | 소 속      | 경 기 | 타 석 | 타 수 | 득 점 | 안 타 | 2 루 타 | 3 루 타 | 홈 런 | 루 타 | 타 점 | 도 루 | 도 루 자 | 희 생 번 | 희 생 플 | 볼 넷 | 고 4 | 사 구 | 삼 진 | 병 살 타 | 타 율 | 출 루 율 | 장 타 율 | O P S |
| ---------- | ---------- | ----- | ----- | ----- | ----- | ----- | ------- | ------- | ----- | ----- | ----- | ----- | -------- | -------- | -------- | ----- | ---- | ----- | ----- | -------- | ----- | -------- | -------- | ----- |
| 1959년     | 히로시마   | 66    | 184   | 165   | 13    | 38    | 5       | 1       | 0     | 45    | 12    | 4     | 6        | 3        | 0        | 14    | 0    | 2     | 17    | 4        | .230  | .298     | .273     | .571  |
| 1960년     | 히로시마   | 32    | 54    | 53    | 7     | 11    | 2       | 0       | 1     | 16    | 2     | 1     | 0        | 0        | 0        | 1     | 0    | 0     | 4     | 3        | .208  | .222     | .302     | .524  |
| 1961년     | 히로시마   | 23    | 45    | 39    | 2     | 7     | 0       | 1       | 1     | 12    | 3     | 0     | 0        | 3        | 0        | 3     | 0    | 0     | 2     | 1        | .179  | .238     | .308     | .546  |
| 통산 : 3년 | 통산 : 3년 | 121   | 283   | 257   | 22    | 56    | 7       | 2       | 2     | 73    | 17    | 5     | 6        | 6        | 0        | 18    | 0    | 2     | 23    | 8        | .218  | .274     | .284     | .558  |

### 감독으로서의 팀 성적
| 연도        | 소속        | 순위        | 경기 | 승리 | 패전 | 무승부 | 승률 | 팀 홈런                       | 팀 타율                       | 팀 평균자책점                 | 연령                          |                               |
| ----------- | ----------- | ----------- | ---- | ---- | ---- | ------ | ---- | ----------------------------- | ----------------------------- | ----------------------------- | ----------------------------- | ----------------------------- |
| 1974년      | 한큐 오릭스 | 2위         | 130  | 69   | 51   | 10     | .575 | 125                           | .258                          | 3.52                          | 37세                          |                               |
| 1975년      | 한큐 오릭스 | 1위         | 130  | 64   | 59   | 7      | .520 | 143                           | .257                          | 3.49                          | 38세                          |                               |
| 1976년      | 한큐 오릭스 | 1위         | 130  | 79   | 45   | 6      | .637 | 139                           | .256                          | 3.30                          | 39세                          |                               |
| 1977년      | 한큐 오릭스 | 1위         | 130  | 69   | 51   | 10     | .575 | 147                           | .269                          | 3.23                          | 40세                          |                               |
| 1978년      | 한큐 오릭스 | 1위         | 130  | 82   | 39   | 9      | .678 | 176                           | .283                          | 3.13                          | 41세                          |                               |
| 1981년      | 한큐 오릭스 | 2위         | 130  | 68   | 58   | 4      | .540 | 140                           | .267                          | 4.01                          | 44세                          |                               |
| 1982년      | 한큐 오릭스 | 4위         | 130  | 62   | 60   | 8      | .508 | 150                           | .256                          | 3.73                          | 45세                          |                               |
| 1983년      | 한큐 오릭스 | 2위         | 130  | 67   | 55   | 8      | .549 | 157                           | .272                          | 4.16                          | 46세                          |                               |
| 1984년      | 한큐 오릭스 | 1위         | 130  | 75   | 45   | 10     | .625 | 166                           | .272                          | 3.72                          | 47세                          |                               |
| 1985년      | 한큐 오릭스 | 4위         | 130  | 64   | 61   | 5      | .512 | 197                           | .274                          | 4.98                          | 48세                          |                               |
| 1986년      | 한큐 오릭스 | 3위         | 130  | 63   | 57   | 10     | .525 | 180                           | .277                          | 4.11                          | 49세                          |                               |
| 1987년      | 한큐 오릭스 | 2위         | 130  | 64   | 56   | 10     | .533 | 152                           | .272                          | 3.89                          | 50세                          |                               |
| 1988년      | 한큐 오릭스 | 4위         | 130  | 60   | 68   | 2      | .469 | 117                           | .264                          | 4.08                          | 51세                          |                               |
| 1989년      | 한큐 오릭스 | 2위         | 130  | 72   | 55   | 3      | .567 | 170                           | .278                          | 4.26                          | 52세                          |                               |
| 1990년      | 한큐 오릭스 | 2위         | 130  | 69   | 57   | 4      | .548 | 186                           | .271                          | 4.30                          | 53세                          |                               |
| 1995년      | 닛폰햄      | 4위         | 130  | 59   | 68   | 3      | .465 | 105                           | .237                          | 3.56                          | 58세                          |                               |
| 1996년      | 닛폰햄      | 2위         | 130  | 68   | 58   | 4      | .540 | 130                           | .249                          | 3.49                          | 59세                          |                               |
| 1997년      | 닛폰햄      | 4위         | 135  | 63   | 71   | 1      | .470 | 128                           | .265                          | 4.18                          | 60세                          |                               |
| 1998년      | 닛폰햄      | 2위         | 135  | 67   | 65   | 3      | .508 | 150                           | .255                          | 3.83                          | 61세                          |                               |
| 1999년      | 닛폰햄      | 5위         | 135  | 60   | 73   | 2      | .451 | 148                           | .260                          | 4.34                          | 62세                          |                               |
| 통산 : 20년 | 통산 : 20년 | 통산 : 20년 | 2574 | 1322 | 1136 | 116    | .538 | A클래스 : 14회, B클래스 : 6회 | A클래스 : 14회, B클래스 : 6회 | A클래스 : 14회, B클래스 : 6회 | A클래스 : 14회, B클래스 : 6회 | A클래스 : 14회, B클래스 : 6회 |

- 한큐(한큐 브레이브스)는 1989년 오릭스(오릭스 브레이브스)로 구단명을 변경함.
- 순위에서 굵은 글씨는 일본 시리즈 우승.

1. 1974년부터 1996년까지는 130경기제
2. 1997년부터 2000년까지 135경기제
3. 1978년 질병으로 인해 7월 17일부터 8월 24일까지 휴식. 감독 대행은 7월 17일 ~ 20일은 나카타 요시히로(3승 1패), 7월 29일 ~ 8월 24일은 니시무라 마사오(12승 2무 6패).
4. 1996년 ‘가정 사정’으로 9월 10일부터 휴양. 감독 대행은 스미토모 다이라(6승 1무 8패).
5. 1999년 2경기 출장 정지. 감독 대행은 스미토모 다이라(1승 1패).
6. 통산 성적에서 결장한 41경기(22승 3무 16패)는 포함하지 않았음.